# Mesochorus nemus
Mesochorus nemus är en stekelart som beskrevs av Schwenke 2002. Mesochorus nemus ingår i släktet Mesochorus och familjen brokparasitsteklar. Inga underarter finns listade i Catalogue of Life.